# Покров Богородичен (Ровно)
„Покров Богородичен“ (на украински: Покрова Пресвятої Богородиці) е православна църква в Ровно, главният храм на Ровенската епархия на Православната църква на Украйна.

## История
Началото на строежа на катедралата е положен от патриарха на Украинската афтокефална православна църква Мстислав през 1990 година. В края на 90-те години започва работа по създаването на долната църква, осветена в памет на светците от Волинската земя. Завършването на строителството и освещаването на катедралата от киевския патриарх Филарет се състои през 2001 г.
На 26 март 2014 г. в сградата на катедралата е отслужена панихида за лидера на украинската революция, активиста на „Десен сектор“ Александър Музичко.

## Описание
Покровската катедрала е една от най-високите църкви в Украйна, нейната дължина е 51 м, ширината – 42 м, височината – 55 м. Сградата има голям купол, символизиращ Исус Христос, и 12 по-малки, символизиращи апостолите, както и 8 още по-малки купола.
Катедралата има долен и горен храм, в които могат да се настанят над 3 хиляди енориаши. В сградата има асансьори за инвалиди и възрастни хора, има стая за детско неделно училище, пункт за първа помощ, библиотека, зала за репетиции на хор, музей и т.н.
Стилът на сградата има много украински елементи. Това е подчертано от златния тризъбец с кръст (владимировски тризъбец), който украсява фронтона на сградата. Витражните кръстове на прозорците над входовете от западната, северната и южната страна са направени под формата на орнаменти, заимствани от народните бродирани кърпи от Волиния.
Във вътрешния двор на катедралата са погребани украинските църковни и общественици Даниил, митрополит Ровенски и Острожки (2005 г.) и предстоятелят на катедралата, членът на Висшия църковен съвет на Украинската православна църква (Киевска патриаршия) Василий Червони (2009 г.).